# Загребський проспект
За́гребський проспект (хорв. Zagrebačka avenija) — проспект у західній частині столиці Хорватії міста Загреб, що пролягає зі сходу на захід. Складається з роздільних проїзних частин з трьома смугами руху в кожному напрямку. Починається як продовження Славонського проспекту на перетині з Савською дорогою та закінчується на круговому перехресті Савська Опатовина.
Раніше був частиною Люблянського проспекту, який простягався від розв'язки Янкомир до Савської дороги в центральній частині забудованої особняками околиці міста, але в 2006 році частину Люблянського проспекту розширили та виділили зі старого проспекту, давши йому на пропозицію мера Загреба Мілана Бандича окрему назву.
Утім, після того, як було додано розширене кругове перехрестя Савська Опатовина (технічно це кругова транспортна розв'язка з двома прямими ходами), але при цьому жодне з інших перехресть не було перетворено на розв'язку, Бандича публічно розкритикували за цю проблему, а також за створення, за деякими відомостями, зайвої і плутаної назви вулиці.